# Origanum majorana
L'origano maggiorana (Origanum majorana L., 1753) è una erbacea perenne aromatica appartenente alla famiglia delle Lamiaceae. e al genere Origanum. È conosciuta anche con il nome di Persia.

## Etimologia
In tempi moderni, prima ancora di Linneo è stato il botanico francese Joseph Pitton de Tournefort (Aix-en-Provence, 5 giugno 1656 – Parigi, 28 dicembre 1708) a denominare queste piante. In realtà l'etimologia del nome del genere si può far risalire a 2000 anni prima presso i greci, forse da Teofrasto (371 a.C. – Atene, 287 a.C.) un filosofo e botanico greco antico, discepolo di Aristotele, autore di due ampi trattati botanici che per primo ha usato questo nome per un'erba aromatica). Origanum è formato da due parole "òros" (= monte) e "ganào" (= io mi compiaccio) che insieme potrebbero alludere ad un concetto di "delizia della montagna" o anche "bellezza, luminosità, ornamento, gioia della montagna". L'epiteto specifico (majorana) è più incerto e potrebbe risalire alla parola latina "amaracus" o anche alla parola greca "amàracos" i cui significati potrebbero essere "avente odore"; oppure dal latino medievale "maiorane" con il quale si indicava la pianta di questa voce (Majorana hortensis o comunemente maggiorana).
Il nome scientifico della specie è stato definito da Linneo (1707 – 1778), biologo e scrittore svedese considerato il padre della moderna classificazione scientifica degli organismi viventi, nella pubblicazione "Species Plantarum - 2: 590. 1753" del 1753.

## Descrizione

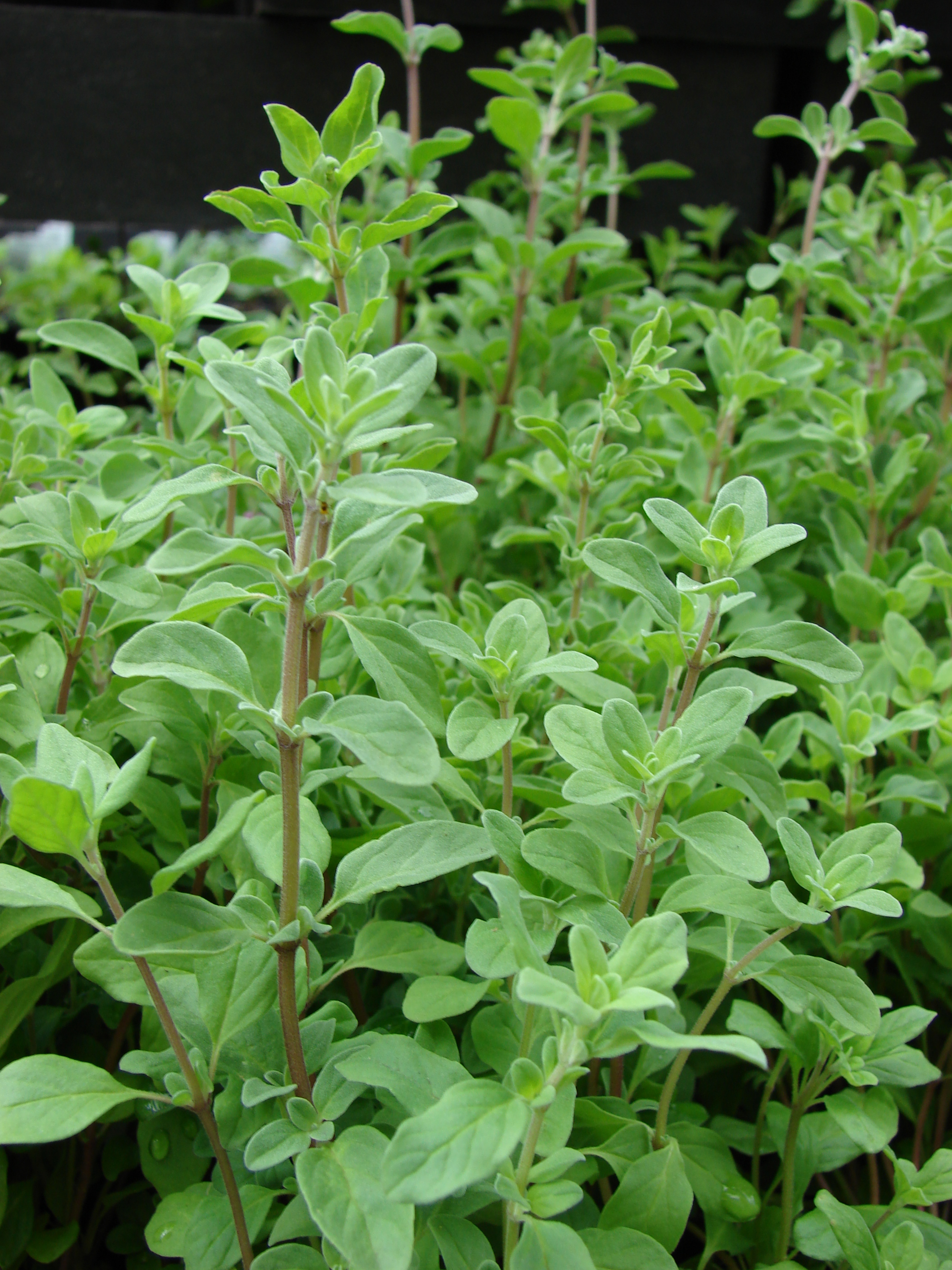
Il portamento

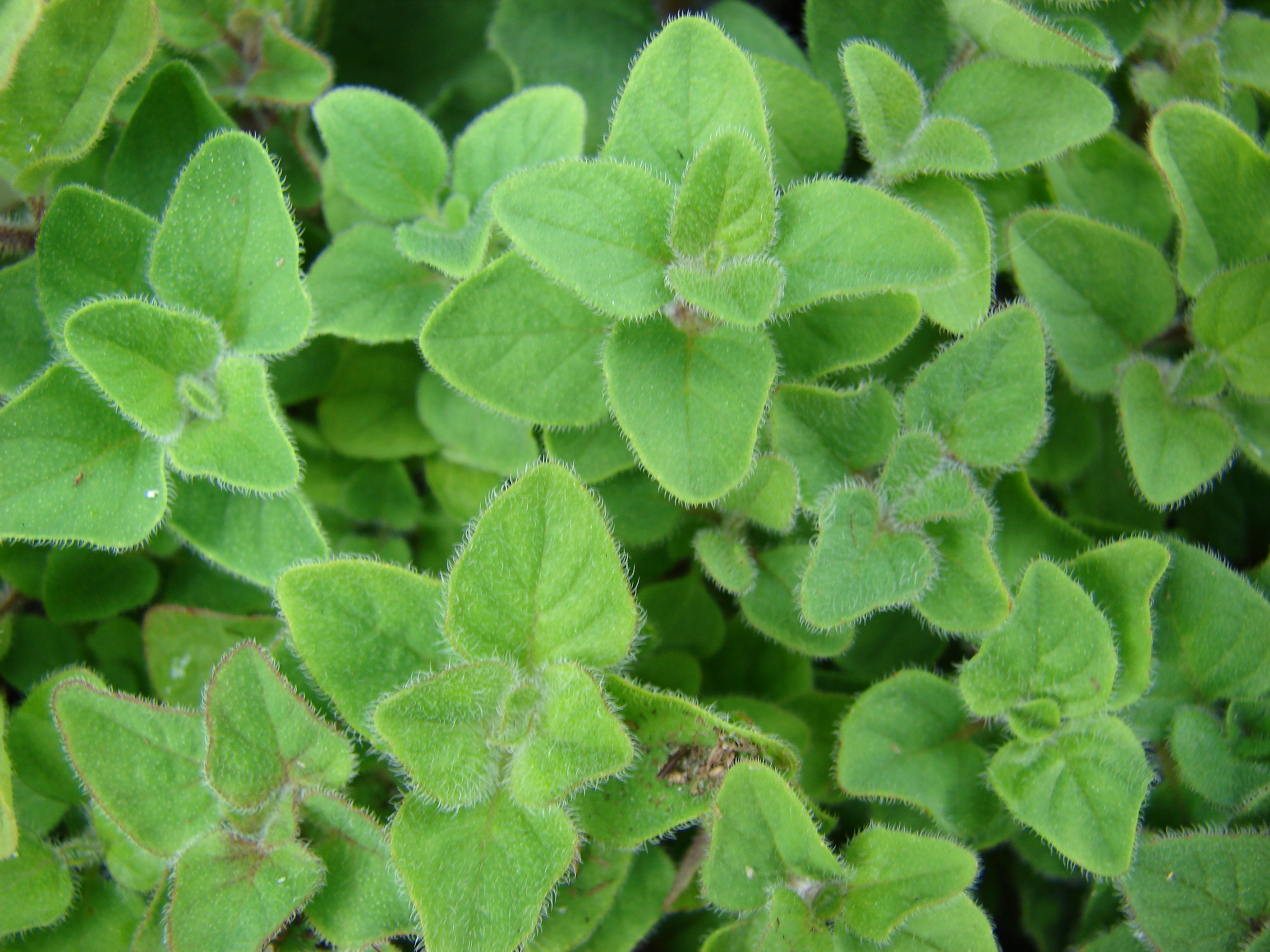
Le foglie

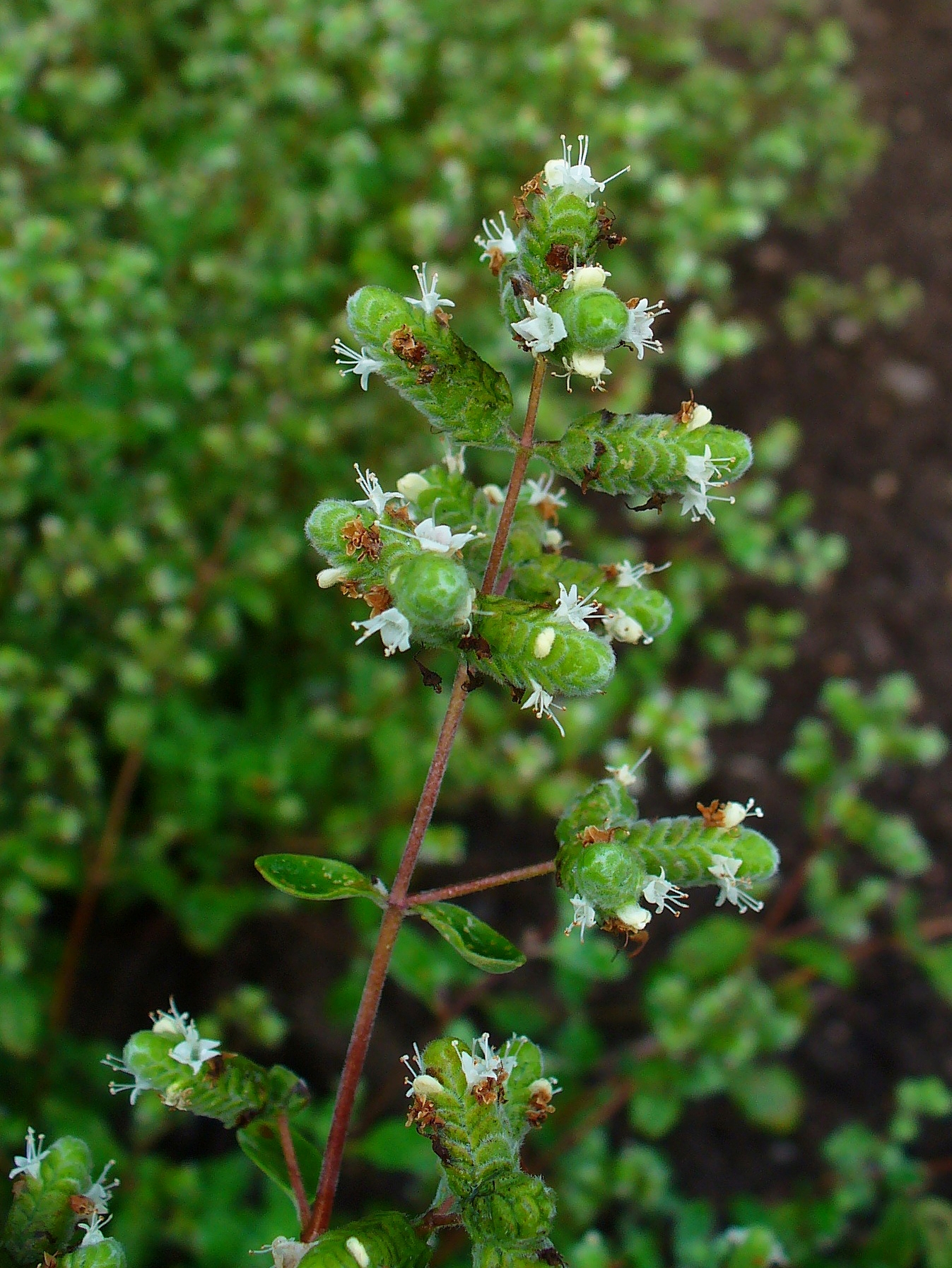
Infiorescenza

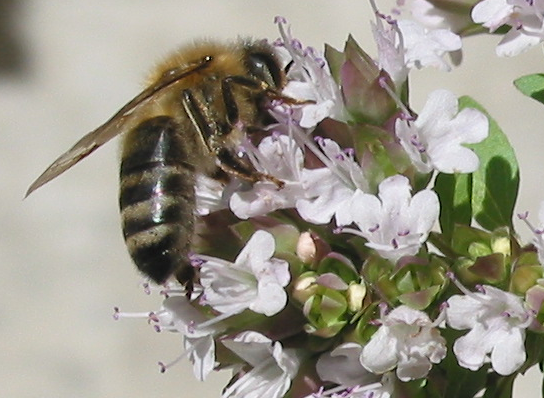
I fiori

Le maggiorane arrivano ad una altezza di 20–60 cm. La forma biologica è emicriptofita scaposa (H scap), ossia in generale sono piante erbacee, a ciclo biologico perenne, con gemme svernanti al livello del suolo e protette dalla lettiera o dalla neve e sono dotate di un asse fiorale eretto e spesso privo di foglie. Nei climi freddi hanno un ciclo biologico annuale (forma biologica terofita scaposa - T scap).

### Radici
Le radici sono dei fittoni.

### Fusto
La parte aerea del fusto consiste in fusti eretti, legnosi alla base e ramoso-corimbosi presso l'infiorescenza. Il fusto è pubescente per peli tutti uguali, ed ha una sezione quadrangolare a causa della presenza di fasci di collenchima posti nei quattro vertici, mentre le quattro facce sono concave.

### Foglie
Le foglie lungo il fusto sono disposte in modo opposto (in genere a 2 a 2). Sono picciolate con una lamina intera a forma da ovata a ovato-lanceolata e ristrette alla base (base ottusa o arrotondata). Il colore è verde su entrambe le facce. Le stipole sono assenti. Dimensione: larghezza 5 – 10 mm; lunghezza 8 – 20 mm.

### Infiorescenza
Le infiorescenze sono formate da dense spighe peduncolate con forme più o meno ovate e fiori (non molti - massimo 8) subsessili. Nell'infiorescenza sono presenti delle brattee con forme ovali-rombiche cigliate sui bordi e con la superficie pelosa. Dimensione dell'infiorescenza: larghezza 5 – 6 mm; lunghezza 7 – 9 mm. Dimensione delle brattee: larghezza 3 mm; lunghezza 4,5 mm.

### Fiore
I fiori sono ermafroditi, zigomorfi, tetrameri (4-ciclici), ossia con quattro verticilli (calice – corolla – androceo – gineceo) e pentameri (5-meri: la corolla e il calice - il perianzio - sono a 5 parti).
- Formula fiorale. Per la famiglia di queste piante viene indicata la seguente formula fiorale:

X, K (5), [C (2+3), A 2+2] G (2), (supero), 4 nucule
- Calice: il calice del fiore è del tipo gamosepalo, attinomorfo o debolmente zigomorfo (ma non bilabiato) con forma di un cono aperto su un lato e terminate con 5 denti triangolari-acuti più o meno uguali. La superficie del calice, pubescente, è percorsa da 10 - 13 nervature longitudinali. Le fauci sono pelose. Lunghezza del calice: 2 – 3 mm.
- Corolla: la corolla, gamopetala, è a simmetria sublabiata (più o meno zigomorfa) terminante con 5 lobi patenti (quello centrale è retuso e piegato all'insù). Il tubo è cilindrico-campanulato e buona parte di esso è ricoperto dal calice. Il colore è bianco o roseo.
- Androceo: gli stami sono quattro (manca il mediano, il quinto) didinami con il paio anteriore più lungo, sono visibili e sporgenti; gli stami sono tutti fertili. I filamenti sono glabri e divergenti. Le antere, hanno forme da ellissoidi a ovato-oblunghe, mentre le teche sono distinte e si presentano da divergenti a divaricate. I granuli pollinici sono del tipo tricolpato o esacolpato.
- Gineceo: l'ovario è supero formato da due carpelli saldati (ovario bicarpellare) ed è 4-loculare per la presenza di falsi setti divisori all'interno dei due carpelli. L'ovario è glabro. La placentazione è assile. Gli ovuli sono 4 (uno per ogni presunto loculo), hanno un tegumento e sono tenuinucellati (con la nocella, stadio primordiale dell'ovulo, ridotta a poche cellule).[13] Lo stilo (caduco) inserito alla base dell'ovario (stilo ginobasico) è del tipo filiforme e più lungo degli stami. Lo stigma è bifido con corti lobi subuguali. Il nettario è un disco più o meno simmetrico alla base dell'ovario ed è ricco di nettare.
- Fioritura: fiorisce nel periodo che va da giugno a settembre.

### Frutti
Il frutto è uno schizocarpo composto da 4 nucule. La forma è ovoide con superficie glabra e liscia.

## Riproduzione
- Impollinazione: l'impollinazione avviene tramite insetti tipo ditteri e imenotteri, raramente lepidotteri (impollinazione entomogama).[9][14]
- Riproduzione: la fecondazione avviene fondamentalmente tramite l'impollinazione dei fiori (vedi sopra).
- Dispersione: i semi cadendo a terra (dopo essere stati trasportati per alcuni metri dal vento – disseminazione anemocora) sono successivamente dispersi soprattutto da insetti tipo formiche (disseminazione mirmecoria). I semi hanno una appendice oleosa (elaisomi, sostanze ricche di grassi, proteine e zuccheri) che attrae le formiche durante i loro spostamenti alla ricerca di cibo.[15]

## Distribuzione e habitat

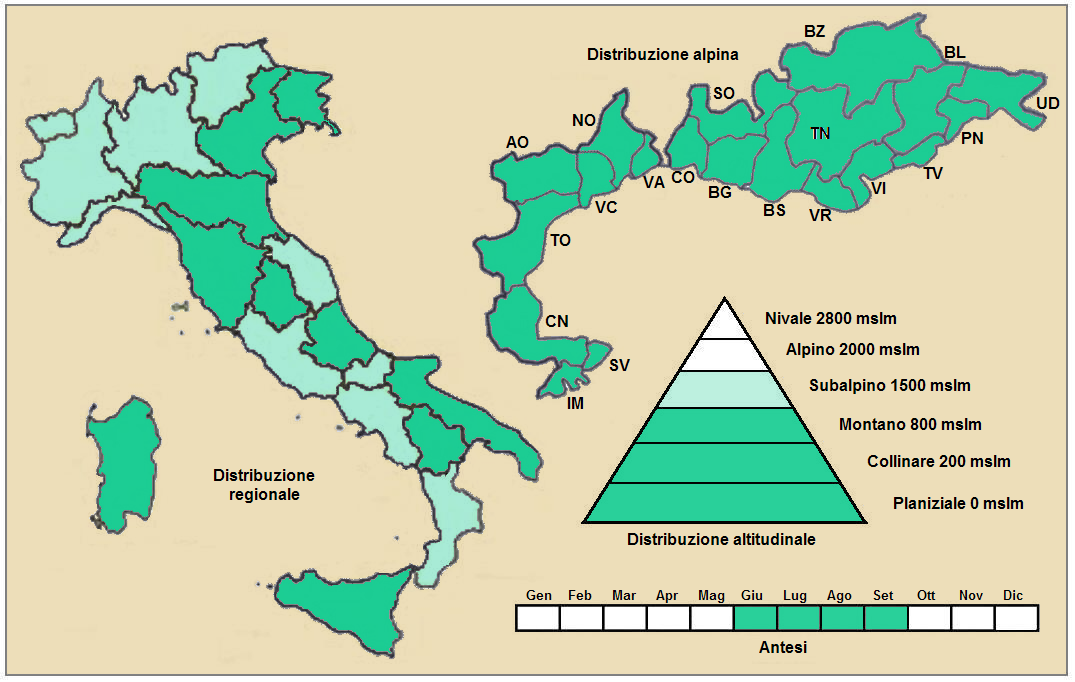
Distribuzione della pianta
(Distribuzione regionale – Distribuzione alpina)

- Geoelemento: il tipo corologico (area di origine) è Saharo-Sindhu (ossia Nord Africano/Ovest Asiatico).
- Distribuzione: in Italia questa pianta è comune (coltivata e/o subspontanea) e si trova ovunque. Nel resto dell'Europa e dell'areale del Mediterraneo è presente in Spagna, Penisola Balcanica, Ucraina, Anatolia e Maghreb.[18]
- Habitat: l'habitat preferito sono (oltre agli orti) gli incolti e i bordi delle vie. Il substrato preferito è calcareo ma anche siliceo con pH -neutro, medi valori nutrizionali del terreno che deve essere secco.[17]
- Distribuzione altitudinale: sui rilievi queste piante si possono trovare fino a circa 2000 m s.l.m.; frequentano quindi i seguenti piani vegetazionali: collinare, montano e in parte quello subalpino (oltre a quello planiziale – a livello del mare).

## Tassonomia
La famiglia di appartenenza della specie (Lamiaceae), molto numerosa con circa 250 generi e quasi 7000 specie, ha il principale centro di differenziazione nel bacino del Mediterraneo e sono piante per lo più xerofile (in Brasile sono presenti anche specie arboree). Per la presenza di sostanze aromatiche, molte specie di questa famiglia sono usate in cucina come condimento, in profumeria, liquoreria e farmacia. La famiglia è suddivisa in 7 sottofamiglie: il genere Origanum è descritto nella tribù Mentheae (sottotribù Menthinae) appartenente alla sottofamiglia Nepetoideae.
Le specie (e quindi il genere Origanum) nella flora spontanee italiana sono suddivise in due sezioni con i seguenti caratteri:
- Euoriganum: le brattee dell'infiorescenza sono poco pelose (quasi glabre) e il calice è quasi regolare (attinomorfo con i 5 denti più o meno simili).
- Majorana: le brattee sono tomentose e il calice è zigomorfo (aperto anteriormente).

La specie di questa voce appartiene alla seconda sezione.
Il numero cromosomico di O. majorana è: 2n = 30.

### Sinonimi
Questa entità ha avuto nel tempo diverse nomenclature. L'elenco seguente indica alcuni tra i sinonimi più frequenti:
- Amaracus majorana (L.) Schinz & Thell.
- Majorana dubia  (Boiss.) Briq.
- Majorana fragrans  Raf.
- Majorana hortensis  Moench
- Majorana majorana  (L.) H.Karst.
- Majorana mexicana  M.Martens & Galeotti
- Majorana ovalifolia  Stokes
- Majorana ovatifolia  Stokes
- Majorana suffruticosa  Raf.
- Majorana tenuifolia  Raf.
- Majorana tenuifolia  Gray
- Majorana uncinata  Stokes
- Majorana vulgari s Gray
- Origanum confertum  Savi
- Origanum dubium  Boiss.
- Origanum majorana var. majoranoides  (Willd.) Nyman
- Origanum majorana var. tenuifolium  Weston
- Origanum majoranoides  Willd.
- Origanum odorum  Salisb.
- Origanum salvifolium  Roth
- Thymus majorana  (L.) Kuntze

## Usi

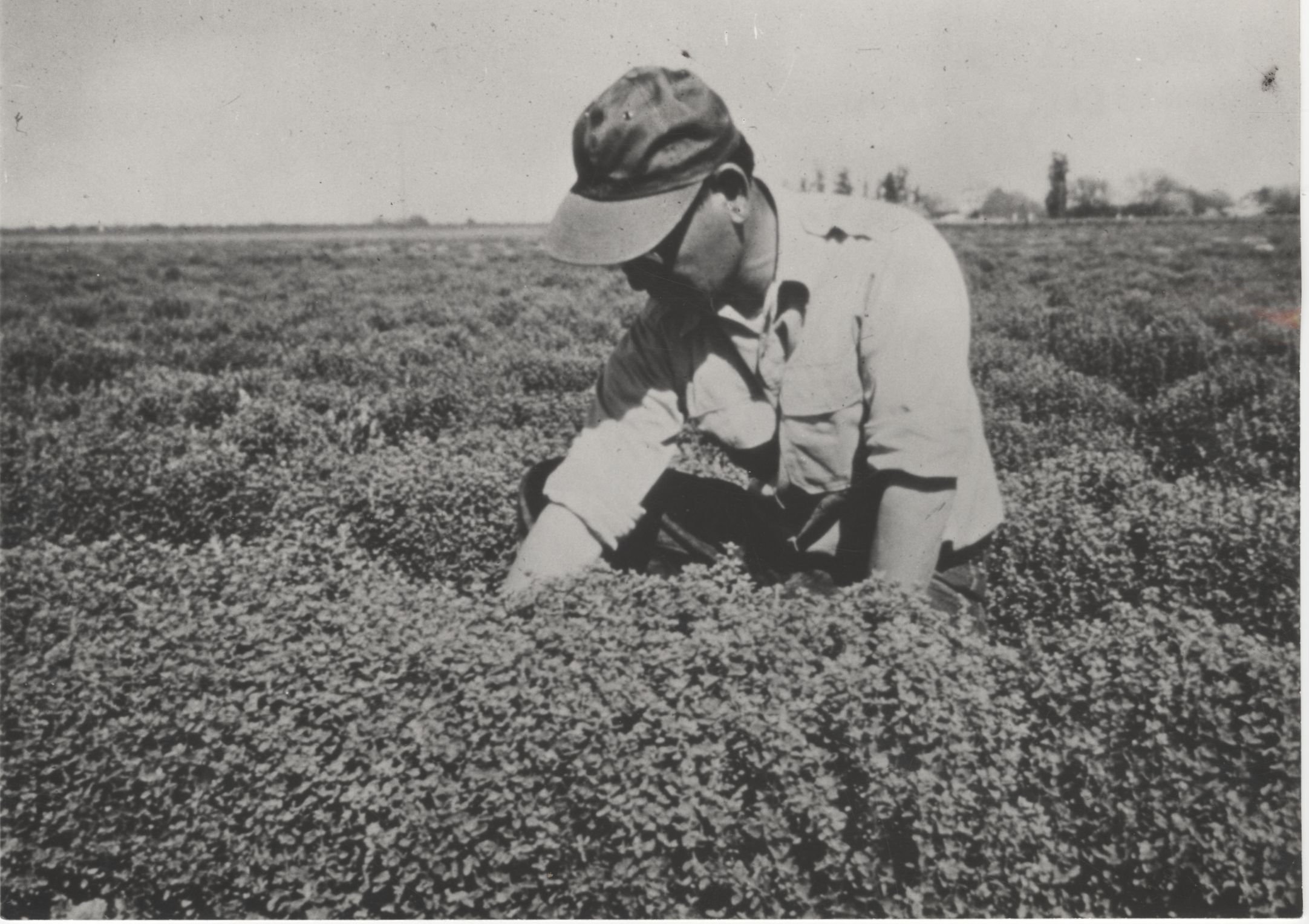
Coltivazione della maggiorana in Italia nel 1964

### Farmacia
Secondo la medicina popolare questa pianta ha le seguenti proprietà medicamentose:
- antisettica (proprietà di impedire o rallentare lo sviluppo dei microbi);
- antispasmodica (attenua gli spasmi muscolari, e rilassa anche il sistema nervoso);
- carminativa (favorisce la fuoriuscita dei gas intestinali);
- colagoga (facilita la secrezione biliare verso l'intestino);
- diaforetica (agevola la traspirazione cutanea);
- emmenagoga (regola il flusso mestruale);
- espettorante (favorisce l'espulsione delle secrezioni bronchiali);
- stimolante (rinvigorisce e attiva il sistema nervoso e vascolare);
- stomachica (agevola la funzione digestiva);
- tonica (rafforza l'organismo in generale).

È anche un'erba molto ricca di vitamina C, di oli essenziali, tannini e acido rosmarinico pertanto è molto usata in erboristeria, in aromaterapia ed anche nell'industria cosmetica. È indicata nella cura dell'emicrania.

### Cucina
La maggiorana è un'importante spezia nella tradizione culinaria italiana e greca. Le foglie sono la parte commestibile della pianta. Si distingue dall'Origanum vulgare per l'odore ed il gusto più forte e floreale.

## Altre notizie
La maggiorana in altre lingue è chiamata nei seguenti modi:
- (DE)  Majoran
- (FR)  Marjolaine des jardins
- (EN)  Pot Marjoram

La prima descrizione certa di questa pianta (con il nome di Majorana) ci arriva dal XIII secolo per mano di Albertus Magnus, vescovo cattolico, scrittore e filosofo tedesco appartenente all'ordine domenicano. Ma forse era conosciuta già ai tempi di Gaio Plinio Secondo (Como, 23 – Stabiae, 25 agosto 79]), scrittore, ammiraglio e naturalista romano, che descrive un vegetale sconosciuto con il nome di amaracus. Riferimenti a questa pianta si trovano ovunque dall'Europa (Francia, Germania e Spagna) alla Tunisia e fino all'India, coltivata per alimentare l'industria delle essenze con l'"Olio essenziale di maggiorana" usato nella produzione dei saponi, per profumare carni insaccate e naturalmente nell'erboristeria e nella cucina.